# Casarea dussumieri
Il boa terrestre di Round Island (Casarea dussumieri ((Schlegel, 1837)) è un serpente endemico di Round Island (Mauritius). È unica specie nota del genere Casarea e l'unica specie vivente della famiglia Bolyeridae.
L'epiteto specifico è un omaggio all'armatore francese Jean-Jacques Dussumier (1792-1883).

## Biologia
È una specie ovipara.

## Distribuzione e habitat
Casarea dussumieri è un endemismo ristretto all'isola di Round Island, una piccola isoletta vulcanica di appena 1,69 km² che sorge a nord-est di Mauritius.

## Conservazione
La IUCN Red List classifica Casarea dussumieri come specie in pericolo di estinzione (Endangered).